# Hummer HX Concept
O Hummer HX Concept é um modelo conceitual da Hummer apresentado em 2008 no NAIAS.
As primeiras imagens já foram divulgadas no site HUMMERForums. Esta nova versão une o visual robusto do automóvel com esportividade.

## Características
O HX é menor que um H3, mede 4,34 metros de comprimento, possui só duas portas e seus painéis do teto, pára-lamas e portas são removíveis. Ainda assim, ele traz elementos típicos da marca, como faróis circulares em molduras quadradas, pára-brisa reto e vertical e tomadas de ar no capô. 
A suspensão é independente nas quatro rodas e na dianteira, ele conta com uma barra estabilizadora desconectável eletronicamente, para reforçar a resistência na lama. O eixo traseiro conta com braços deslizantes controlados por computador. 
As rodas são de aro 20 e os pneus de 35 polegadas, enquanto a tração aciona as quatro rodas e o diferencial tem bloqueio na frente e atrás. Freios Brembo a disco nas quatro rodas zelam pela segurança na hora de parar o veículo.
O motor V6 de 3.6 litros SIDI E85 FlexFuel, com tempo variável de abertura das válvulas e injeção direta, vem em companhia de um câmbio automático de seis velocidades. Com 304 cv a 6300 rpm e 37,7 mkgf a 5200 rpm, ele usa gasolina sem chumbo ou E85. Trata-se de uma revolução para a imagem de utilitário bravo e poluidor dos Hummer que só não é maior que seria a de propulsão híbrida ou 100% limpa. Mas, com a evolução atual do mercado. O HX está mais para um veículo esportivo que um veiculo de guerra.
O interior, que comporta quatro ocupantes, é inspirado na aviação, como, por exemplo, no desenho dos bancos revestidos por neoprene. Muito da cor externa ecoa nos painéis internos, que também fazem uso de alumínio e náilon para reforçar a aparência de leveza. O console é cheio de espaço para guardar objetos e o chão é coberto por um material emborrachado. O câmbio e o botão de ignição saem do caminho quando o HX está estacionado. 
Assim como o volante, os instrumentos em LCD mantêm coerência com o desenho dos faróis, circulares, mas cortados no topo e na base. As informações mostradas por eles variam de acordo com o tipo de uso que está se fazendo do carro, na estrada ou fora dela. Não há sistema de som, só alto-falantes para que os passageiros conectem seus tocadores de música digital(mp3 player).
O sistema de navegação inclui GPS e bússola. A frente conta com um guincho elétrico, mas há um gancho também na traseira para o equipamento içar outros veículos ou remover objetos. Pá, lanterna e kit de primeiros socorros, que também fazem referência à forma dos faróis, estão lá para tornar mais prática a aventura proposta pelo HX.